# Аристов, Виктор Александрович
Ви́ктор Алекса́ндрович А́ристов (укр. Віктор Олександрович Арістов; 14 августа 1938, Михайлов, Рязанская область — 14 февраля 2023) — советский, украинский футболист и тренер, мастер спорта СССР (1963).

## Биография

### Карьера игрока
Родился в городе Михайлов Рязанской области, футбольную науку постигал в уличных баталиях. Позже семья переехала в город Жуковский, где Виктор играл за молодёжные любительские команды.
После окончания школы поступил в мореходное училище. Одновременно с учёбой выступал за молодёжную команду «Волгарь», игравшую на первенство России. После мореходки получил распределение в Таганрог. Играя в любительских командах, своей игрой привлёк внимание тренеров местной команды «Торпедо», выступавшей в классе «Б», и вскоре был приглашён в этот коллектив. В 1958 году, будучи на предсезонных сборах, получил серьёзную травму — перелом ноги, в результате чего так ни разу и не сыграл за таганрогский клуб.
Пройдя лечение и восстановившись после травмы, в 1960 году возвратился в Астрахань, где провёл свои первые матчи в команде мастеров «Волгарь». В том же году перешёл в «Энергию» из города Волжский, которую тренировал известный в прошлом футболист Антонин Сочнев. В 1962 году наставник покинул волжский клуб, возглавив симферопольский «Авангард», а вскоре пригласил в свой клуб и Аристова.
Поиграл Виктор в крымском клубе недолго, в конце 1962 года его призывают в армию и направляют в Одессу. Сезон 1963 года футболист начал в составе одесского СКА, где играл на позиции форварда, забив в сезоне 13 мячей. В следующем сезоне, решением тренерского штаба, был переведён в линию полузащиты, а ещё через год был переквалифицирован в центрального защитника. В армейской команде, несмотря на частую смену игрового амплуа, карьера складывалась удачно. В 1963 году, победив в классе «Б», одесские армейцы завоевали путёвку во вторую группу класса «А», ещё через год стали чемпионами УССР.
После демобилизации Аристов принял предложение тренера Виктора Жилина перейти в винницкий «Локомотив», в котором отыграл сезон 1966 года. В декабре того же года, Аристова и ещё одного футболиста винницкой команды — Владимира Онисько, приглашают в харьковский «Металлист».
Первый сезон в Харькове сложился для Аристова неудачно. Игра не ладилась, случались досадные ошибки. В конце сезона руководство клуба приняло решение передать футболиста в харьковское «Торпедо», но за игрока заступился тренировавший «Металлист» Виктор Каневский. Получив поддержку и доверие тренера, защитник снова заиграл надёжно, уверенно, став на многие годы твёрдым игроком основы, играя практически без замен, был капитаном команды.
Завершил игровую карьеру Аристов в 1973 году, в 35 летнем возрасте.

### Карьера тренера
Завершив игровую карьеру, с 1973 по 1983 год, Виктор Александрович тренировал детей в СДЮШОР «Металлист». С 1983 по 1984 год работал тренером футбольного отделения харьковского спортинтерната.
С 1984 по 1993 год входил в тренерский штаб харьковского «Металлиста». С февраля по июнь 1993 года, после того как тренерский пост покинул Леонид Ткаченко, был главным тренером харьковского клуба.
С февраля по май 1994 года, снова работал в тренерском штабе «Металлиста», после чего возглавлял николаевский «Эвис» и клуб из города Сумы СБТС, был вторым тренером в «Полиграфтехнике».
Со второго круга сезона 1995/96, Аристов возглавил луганскую «Зарю», которая прочно осела на дне турнирной таблицы. Но все усилия наставника по выводу команды из кризиса ни к чему не привели. Отсутствие должного финансирования, уход из команды ведущих исполнителей, безразличие местных властей к клубу, привели к вылету команды из высшего дивизиона.
В 1997 году работал в тренерском штабе российского клуба «Луч».
С 2004 года работал тренером в СДЮШОР «Металлист». С сентября 2007 года на пенсии, но в стороне от футбола не остался. Входил в состав научной комплексной группы ФК «Металлист».
В 2000-х годах, параллельно работе тренером в СДЮСШОР «Металлист», работал тренером в ДЮСШ-16 г. Харькова с юношами 1985 года рождения.

## Достижения
- Серебряный призёр второй группы класса «А»: (1964).